# Limnophila polymoroides
Limnophila polymoroides är en tvåvingeart som beskrevs av Alexander 1929. Limnophila polymoroides ingår i släktet Limnophila och familjen småharkrankar. Inga underarter finns listade i Catalogue of Life.